# ویلسون پیازا
ویلسون پیازا (پرتغالی: Wilson Piazza؛ زادهٔ ۲۵ فوریهٔ ۱۹۴۳) بازیکن فوتبال اهل برزیل بود.
از باشگاه‌هایی که در آن بازی کرده‌است می‌توان به باشگاه ورزشی کروزیرو اشاره کرد.
وی همچنین در تیم ملی فوتبال برزیل بازی کرده‌است.